# Okular
Et okular er den linse i et optisk instrument – f.eks. kikkert eller mikroskop – som vender mod øjet (latin: oculus), modsat objektivet.
Okularet virker som lup og forstørrer det billede, som dannes i objektivets brændpunkt. Forstørrelsen fås ved at dividere objektivets brændvidde med okularets brændvidde.